# Castellers de l'Albera
Els Castellers de l'Albera van ser una colla castellera de la Jonquera, a l'Alt Empordà, fundada el 29 de setembre de 1995 i dissolta el 2002. Va ser la primera colla de la província de Girona i abans de la seva dissolució va veure la fundació de quatre colles gironines més. El seu millor castell va ser el 4 de 7 amb l'agulla. La seva millor actuació va ser el 14 de novembre de 1999, per la diada castellera de l'Albera, a la Jonquera, on van aixecar el 3 de 7 carregat, el 4 de 7, el 4 de 7 amb l'agulla carregat i el pilar de 5. Portaven la camisa de color taronja, color que simbolitza el cel de l'Empordà quan el sol es pon els dies de tramuntana. El nom de la colla fa referència al massís de l'Albera, serra que transcorre per la Jonquera i altres municipis propers.

## Història

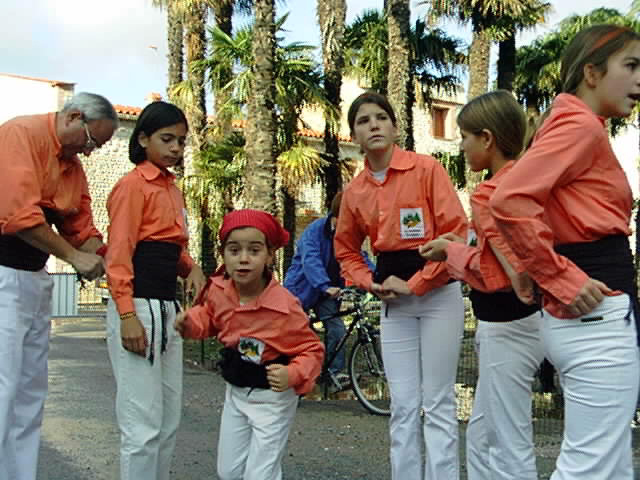
La mainada dels Castellers de l'Albera, Bao, Catalunya Nord (2000)

El bateig dels Castellers de l'Albera va ser el 28 d'abril del 1996 a la Jonquera. Degut al mal temps l'actuació es va fer dins l'Església de Santa Maria de la Jonquera. Els padrins van ser els Castellers de Castelldefels.
Estaven integrats dintre del Grup d'Animació de Festes i Correfocs (Gràfic), entitat nascuda amb l'objectiu de mantenir i difondre tradicions. En aquells moments Gràfic estava formada per diables, trabucaires, castellers, grallers, tambors, xanquers, geganters i una colla sardanista.
Durant el segon any de la seva existència van apadrinar, conjuntament amb els Castellers de Barcelona, a la primera colla castellera de la Catalunya Nord: els Castellers del Riberal.
L'any 1996 van fer castells de sis i el 1997 van descarregar el 3 de 7. Els millors castells que assoliren són el 4 de 7 amb l'agulla carregat, assolit per primer cop el novembre del 1999, i el pilar de 5, carregat per primer cop el 1997 i descarregat per primer cop el 1998.
La millor actuació fou 3 de 7 carregat, 4 de 7, 4 de 7 amb l'agulla carregat i pilar de cinc, que es va dur a terme per la diada de la colla del 1999.

## Diades destacades
- Últim diumenge d'abril: Aniversari del Bateig
- 8 de setembre: Festa Major de la Jonquera
- Primer diumenge de novembre: Diada de la Colla

## Castells
El millor castell descarregat per la colla és el 4 de 7 amb l'agulla.
| Construcció                    | Data                   | Diada                        | Població               |
| ------------------------------ | ---------------------- | ---------------------------- | ---------------------- |
| 4 de 7 amb l'agulla (carregat) | 14 de novembre de 1999 | Diada castellera de l'Albera | La Jonquera            |
| Pilar de 5                     | 27 de setembre de 1998 | Diada castellera             | Rupit i Pruit          |
| 3 de 6 per sota                | 7 de setembre de 1997  | Festa Major                  | La Jonquera            |
| 3 de 7                         | 7 de setembre de 1997  | Festa Major                  | La Jonquera            |
| 4 de 7                         | 17 d'agost de 1997     | Festa Major                  | Castell i Platja d'Aro |
| 6 de 6                         | 27 de juliol de 1997   | Festa Major                  | Salt                   |
| Pilar de 5 (carregat)          | 26 de juliol de 1997   | Festa Major                  | Portbou                |
| 5 de 6                         | 28 de setembre de 1996 | Festa Major                  | Riudellots de la Selva |
| 2 de 6                         | 28 de setembre de 1996 | Festa Major                  | Riudellots de la Selva |
| 4 de 6 amb l'agulla            | 17 d'agost de 1996     | Festa Major                  | Castell i Platja d'Aro |
| 2 de 6 (carregat)              | 29 de juny de 1996     | Sant Pere                    | Roses                  |
| 4 de 6                         | 21 d'abril de 1996     | Sant Jordi                   | La Jonquera            |
| 3 de 6                         | 14 d'abril de 1996     | Trobada gegantera            | Vilabertran            |
| Pilar de 4                     | 14 d'abril de 1996     | Trobada gegantera            | Vilabertran            |

## Temporades
La millor temporada de la colla va ser la de 1999, en què van descarregar el seu únic 4 de 7 amb agulla. La taula a continuació mostra tots els seus castells segons la base de dades de la CCCC.
| A    | D   | Pd4      | 4d6      | 3d6        | 4d6a      | 5d6     | 6d6 | 3d6ps | 2d6       | Pd5      | 4d7      | 3d7      | 4d7a   | T            |
| ---- | --- | -------- | -------- | ---------- | --------- | ------- | --- | ----- | --------- | -------- | -------- | -------- | ------ | ------------ |
| 1996 | 21  | 43(4)    | 10(1) 2  | 9(4) 83    | 4 1       | 3 1     |     |       | 1(1) 41   | 4        |          |          |        | 70(10) 197   |
| 1997 | 37  | 98(1) 1  | 5(1) 3   | 13 5       | 16 1      | 7(1) 2  | 2   | 1 1   | 17(1) 5   | (2) 1    | 5 3      | 2 2      |        | 166(5) 1521  |
| 1998 | 20  | 50       | 7(1) 2   | 12         | 12(1) 12  | 5 1     | -   | -     | 9         | 4(2)     | 5 1      | 2(2) 13  |        | 106(6) 56    |
| 1999 | 21  | 25       | 5 1      | 9 1        | 7 4       | 1 1     | -   | -     | 13(1)     | 15(2)    | 6 1      | 7(1) 2   | (1) 14 | 89(4) 214    |
| 2000 | 24  | 53(2)    | 13(1)    | 13(2) 3    | 4 15      | -       | -   | -     | 9 3       | 4(1) 1   | 4 13     | 2(1) 23  | 1      | 102(7) 617   |
| 2001 | 15  | 34 1     | 8 1      | 10 5       | 4         | -       | -   | -     | 10 3      | 2(2)     | (1) 1    | -        | -      | 68(3) 11     |
| 2002 | 21  | 11       | 3 1      | 3 4        | -         | -       | -   | -     | 5         | -        | -        | -        | -      | 17 10        |
| T    | 159 | 314(7) 2 | 51(3) 78 | 69(6) 1321 | 47(1) 312 | 16(1) 5 | 2   | 1 1   | 59(3) 417 | 25(9) 61 | 20(1) 68 | 13(4) 58 | (1) 24 | 618(35) 4786 |
|      |     | Pd4      | 4d6      | 3d6        | 4d6a      | 5d6     | 6d6 | 3d6ps | 2d6       | Pd5      | 4d7      | 3d7      | 4d7a   |              |

- Els pilars de 4 inclouen caminant i aixecats per sota.
- No s'inclouen els castells nets.
- Cada cel·la mostra els castells descarregats, carregats, intents i intents desmuntats en el format següent: d(c)iid